# Сейнт Джон
 Тази статия е за града в САЩ.  За острова в Карибско море вижте Сейнт Джон (остров).  
Сейнт Джон (на английски: St. John) е град в окръг Уитман, щата Вашингтон, САЩ. Сейнт Джон е с население от 548 жители (2000) и обща площ от 1,3 km². Намира се на 598 m надморска височина.